# Französische Rugby-Union-Meisterschaft 1928/29
Die Saison 1928/29 war die 33. Austragung der französischen Rugby-Union-Meisterschaft (französisch Championnat de France de rugby à XV). Sie umfasste 40 Mannschaften in der ersten Division (heutige Top 14).
Nach einer regionalen Qualifikation begann die Meisterschaft mit der ersten Gruppenphase, bei der in acht Gruppen je fünf Mannschaften aufeinander trafen. Jeweils die Erst- bis Drittplatzierten qualifizierten sich für die zweite Gruppenphase. Diese umfasste acht Dreiergruppen, wobei jeweils die beste Mannschaft in die Finalphase einzog. Währenddessen trugen die Fünftplatzierten der ersten Gruppenphase ein Play-out aus; da es keine Absteiger gab, ging es in erster Linie um eine bessere Ausgangslage für die nächste Saison. In der Finalphase folgten Viertel- und Halbfinale. Im Endspiel, das am 19. Mai 1929 im Stade des Ponts-Jumeaux in Toulouse stattfand, trafen die beiden Halbfinalsieger aufeinander und spielten um den Bouclier de Brennus. Dabei setzte sich die US Quillan gegen den FC Lézignan durch und errang den einzigen Meistertitel der Vereinsgeschichte.

## Erste Gruppenphase
|    | Team            | Siege | Unent. | Ndlg. | Spiel- punkte | Diff. | Tabellen- punkte |
| -- | --------------- | ----- | ------ | ----- | ------------- | ----- | ---------------- |
| 1. | Section Paloise | 3     | 0      | 1     | 62:20         | + 42  | 10               |
| 2. | US Carcassonne  | 3     | 0      | 1     | 52:16         | + 36  | 10               |
| 3. | SC Albi         | 2     | 0      | 2     | 10:35         | − 25  | 8                |
| 4. | CA Périgueux    | 2     | 0      | 2     | 23:25         | − 2   | 8                |
| 5. | FC Lyon         | 0     | 0      | 4     | 3:54          | − 51  | 4                |

|    | Team                  | Siege | Unent. | Ndlg. | Spiel- punkte | Diff. | Tabellen- punkte |
| -- | --------------------- | ----- | ------ | ----- | ------------- | ----- | ---------------- |
| 1. | US Quillan            | 3     | 0      | 1     | 50:12         | + 38  | 10               |
| 2. | Aviron Bayonnais      | 3     | 0      | 1     | 21:12         | + 9   | 10               |
| 3. | FC Grenoble           | 3     | 0      | 1     | 21:18         | + 3   | 10               |
| 4. | TOEC                  | 1     | 0      | 3     | 17:36         | − 19  | 6                |
| 5. | Racing Club de France | 0     | 0      | 4     | 5:36          | − 31  | 4                |

|    | Team                | Siege | Unent. | Ndlg. | Spiel- punkte | Diff. | Tabellen- punkte |
| -- | ------------------- | ----- | ------ | ----- | ------------- | ----- | ---------------- |
| 1. | Stade Toulousain    | 4     | 0      | 0     | 66:9          | + 57  | 12               |
| 2. | Stade Bordelais     | 2     | 1      | 1     | 23:8          | + 15  | 9                |
| 3. | Arléquins Perpignan | 2     | 1      | 1     | 13:9          | + 4   | 9                |
| 4. | CS Vienne           | 1     | 0      | 3     | 8:20          | − 12  | 6                |
| 5. | Stade Bagnérais     | 0     | 0      | 4     | 3:67          | − 64  | 4                |

|    | Team       | Siege | Unent. | Ndlg. | Spiel- punkte | Diff. | Tabellen- punkte |
| -- | ---------- | ----- | ------ | ----- | ------------- | ----- | ---------------- |
| 1. | US Cognac  | 3     | 0      | 1     | 17:30         | − 13  | 10               |
| 2. | RC Toulon  | 2     | 1      | 1     | 35:11         | + 24  | 9                |
| 3. | CASG Paris | 2     | 0      | 2     | 21:20         | + 1   | 8                |
| 4. | SC Pamiers | 1     | 1      | 2     | 9:14          | − 5   | 7                |
| 5. | AS Bayonne | 1     | 0      | 3     | 5:12          | − 7   | 6                |

|    | Team            | Siege | Unent. | Ndlg. | Spiel- punkte | Diff. | Tabellen- punkte |
| -- | --------------- | ----- | ------ | ----- | ------------- | ----- | ---------------- |
| 1. | AS Béziers      | 3     | 0      | 1     | 17:10         | + 7   | 10               |
| 2. | CA Bègles       | 2     | 2      | 0     | 22:11         | + 11  | 10               |
| 3. | Boucau Stade    | 1     | 1      | 2     | 3:14          | − 11  | 7                |
| 4. | Saint-Girons SC | 1     | 1      | 2     | 22:22         | ± 0   | 7                |
| 5. | Stade Français  | 1     | 0      | 3     | 24:31         | − 7   | 6                |

|    | Team               | Siege | Unent. | Ndlg. | Spiel- punkte | Diff. | Tabellen- punkte |
| -- | ------------------ | ----- | ------ | ----- | ------------- | ----- | ---------------- |
| 1. | Biarritz Olympique | 3     | 1      | 0     | 35:3          | + 32  | 11               |
| 2. | AS Montferrand     | 3     | 0      | 1     | 41:22         | + 19  | 10               |
| 3. | US Perpignan       | 1     | 2      | 1     | 3:14          | − 11  | 8                |
| 4. | FC Lourdes         | 0     | 2      | 2     | 6:27          | − 21  | 6                |
| 5. | US Montauban       | 0     | 1      | 3     | 3:22          | − 19  | 5                |

|    | Team                  | Siege | Unent. | Ndlg. | Spiel- punkte | Diff. | Tabellen- punkte |
| -- | --------------------- | ----- | ------ | ----- | ------------- | ----- | ---------------- |
| 1. | USA Limoges           | 2     | 2      | 0     | 20:9          | + 11  | 10               |
| 2. | US Dax                | 3     | 0      | 1     | 11:3          | + 8   | 10               |
| 3. | RC Narbonne           | 2     | 1      | 1     | 34:11         | + 23  | 9                |
| 4. | UA Libourne           | 0     | 2      | 2     | 3:20          | − 17  | 6                |
| 5. | CA Villeneuve-sur-Lot | 0     | 1      | 3     | 0:25          | − 25  | 5                |

|    | Team               | Siege | Unent. | Ndlg. | Spiel- punkte | Diff. | Tabellen- punkte |
| -- | ------------------ | ----- | ------ | ----- | ------------- | ----- | ---------------- |
| 1. | FC Lézignan        | 3     | 0      | 1     | 43:6          | + 37  | 10               |
| 2. | SA Bordeaux        | 3     | 0      | 1     | 34:20         | + 14  | 10               |
| 3. | SU Agen            | 2     | 1      | 1     | 48:17         | + 31  | 9                |
| 4. | Stadoceste Tarbais | 1     | 1      | 2     | 39:41         | − 2   | 7                |
| 5. | SC Mazamet         | 0     | 0      | 4     | 17:97         | − 80  | 4                |

## Zweite Gruppenphase
|    | Team             | Siege | Unent. | Ndlg. | Spiel- punkte | Diff. | Tabellen- punkte |
| -- | ---------------- | ----- | ------ | ----- | ------------- | ----- | ---------------- |
| 1. | RC Toulon        | 1     | 1      | 0     | 3:0           | + 3   | 5                |
| 2. | Stade Toulousain | 1     | 1      | 0     | 23:5          | + 18  | 5                |
| 3. | RC Narbonne      | 0     | 0      | 2     | 5:26          | − 21  | 2                |

|    | Team                | Siege | Unent. | Ndlg. | Spiel- punkte | Diff. | Tabellen- punkte |
| -- | ------------------- | ----- | ------ | ----- | ------------- | ----- | ---------------- |
| 1. | SU Agen             | 1     | 0      | 1     | 12:8          | + 4   | 4                |
| 2. | Biarritz Olympique  | 1     | 0      | 1     | 11:13         | − 2   | 4                |
| 3. | Arléquins Perpignan | 1     | 0      | 1     | 10:12         | − 2   | 4                |

|    | Team            | Siege | Unent. | Ndlg. | Spiel- punkte | Diff. | Tabellen- punkte |
| -- | --------------- | ----- | ------ | ----- | ------------- | ----- | ---------------- |
| 1. | Stade Bordelais | 2     | 0      | 0     | 16:0          | + 16  | 6                |
| 2. | Section Paloise | 1     | 0      | 1     | 15:13         | + 2   | 4                |
| 3. | AS Montferrand  | 0     | 0      | 2     | 4:22          | − 18  | 2                |

|    | Team        | Siege | Unent. | Ndlg. | Spiel- punkte | Diff. | Tabellen- punkte |
| -- | ----------- | ----- | ------ | ----- | ------------- | ----- | ---------------- |
| 1. | US Quillan  | 2     | 0      | 0     | 22:4          | + 18  | 6                |
| 2. | CA Bègles   | 1     | 0      | 1     | 15:11         | + 4   | 4                |
| 3. | USA Limoges | 0     | 0      | 2     | 5:27          | − 22  | 2                |

|    | Team         | Siege | Unent. | Ndlg. | Spiel- punkte | Diff. | Tabellen- punkte |
| -- | ------------ | ----- | ------ | ----- | ------------- | ----- | ---------------- |
| 1. | FC Lézignan  | 2     | 0      | 0     | 20:6          | + 14  | 6                |
| 2. | Boucau Stade | 1     | 0      | 1     | 31:15         | + 16  | 4                |
| 3. | FC Grenoble  | 0     | 0      | 2     | 3:33          | − 30  | 2                |

|    | Team           | Siege | Unent. | Ndlg. | Spiel- punkte | Diff. | Tabellen- punkte |
| -- | -------------- | ----- | ------ | ----- | ------------- | ----- | ---------------- |
| 1. | US Carcassonne | 2     | 0      | 0     | 38:0          | + 38  | 6                |
| 2. | US Dax         | 1     | 0      | 1     | 9:17          | − 8   | 4                |
| 3. | CASG Paris     | 0     | 0      | 2     | 0:30          | − 30  | 2                |

|    | Team        | Siege | Unent. | Ndlg. | Spiel- punkte | Diff. | Tabellen- punkte |
| -- | ----------- | ----- | ------ | ----- | ------------- | ----- | ---------------- |
| 1. | AS Béziers  | 1     | 1      | 0     | 8:0           | + 8   | 5                |
| 2. | SA Bordeaux | 1     | 0      | 1     | 19:14         | + 5   | 4                |
| 3. | SC Albi     | 0     | 1      | 1     | 6:19          | − 13  | 3                |

|    | Team             | Siege | Unent. | Ndlg. | Spiel- punkte | Diff. | Tabellen- punkte |
| -- | ---------------- | ----- | ------ | ----- | ------------- | ----- | ---------------- |
| 1. | US Perpignan     | 1     | 1      | 0     | 9:0           | + 9   | 5                |
| 2. | US Cognac        | 1     | 0      | 1     | 6:12          | − 6   | 4                |
| 3. | Aviron Bayonnais | 0     | 1      | 1     | 3:6           | − 3   | 3                |

## Play-out
Da es keine Absteiger gab, diente das Play-out dazu, die Gruppeneinteilung in der darauf folgenden Saison zu ermitteln. Detailergebnisse sind nicht bekannt.

## Finalphase

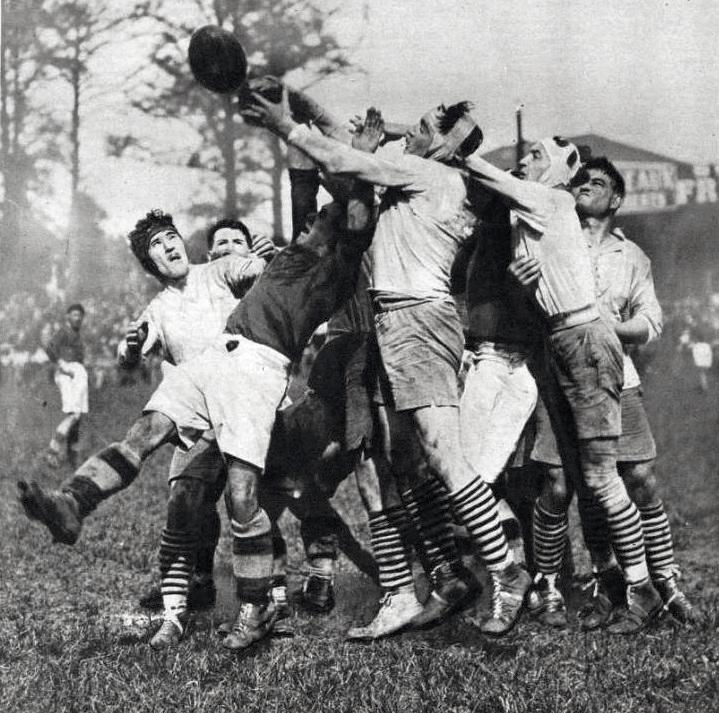
Spielszene im Halbfinale zwischen Agen und Quillan

### Viertelfinale
| Datum         | Begegnung                     | Ergebnis |
| ------------- | ----------------------------- | -------- |
| 14. Apr. 1929 | SU Agen – US Perpignan        | 06:6     |
| 14. Apr. 1929 | FC Lézignan – Stade Bordelais | 27:5     |
| 21. Apr. 1929 | US Quillan – RC Toulon        | 27:3     |
| 21. Apr. 1929 | AS Béziers – US Carcassonne   | 06:6     |

| Datum         | Begegnung                   | Ergebnis |
| ------------- | --------------------------- | -------- |
| 21. Apr. 1929 | SU Agen – US Perpignan      | 15:4     |
| 5. Mai 1929   | AS Béziers – US Carcassonne | 03:0     |

### Halbfinale
| Datum        | Begegnung                | Ergebnis |
| ------------ | ------------------------ | -------- |
| 5. Mai 1929  | US Quillan – SU Agen     | 17:3     |
| 12. Mai 1929 | FC Lézignan – AS Béziers | 09:6     |

### Finale
| 19. Mai 1929 | US Quillan                                                          | 11 : 8  | FC Lézignan                                         | Stade des Ponts-Jumeaux, Toulouse Zuschauer: 20.000 Schiedsrichter: André Jasmin |
| 19. Mai 1929 | Versuche: Bonnet (1) Rière (1) Baillette (1) Erhöhungen: Ribère (1) | Bericht | Versuche: Clady (1) Fabre (1) Erhöhungen: Clady (1) | Stade des Ponts-Jumeaux, Toulouse Zuschauer: 20.000 Schiedsrichter: André Jasmin |

Aufstellungen
US Quillan: Marcel Baillette, René Bonnemaison, Jean Bonnet, François Corbin, Amédée Cutzach, Georges Delort, Guy Flamand, Jean Galia, Jean Lladères, Georges Martres, Pierre Pourrech, Germain Raynaud, Eugène Ribère, André Rière, Marcel Soler
FC Lézigman: Louis Bès, Michel Bigorre, Arthur Boyer, André Calmet, Pierre Cance, André Clady, Marius Dedieu, Léon Duezo, Léopold Fabre, Robert Gachein, Louis Haener, Maurice Porra, Roger Llary, Antoine Wisser, Célestin Wisser